# Talleres Trill
La indústria Talleres Trill S.A. de Palafrugell (1914-1964) es va destinar a la fabricació de maquinària per a la indústria surera (molt important pel poble de Palafrugell), però, durant la Guerra Civil, canviaria la seva activitat habitual i passaria a fabricar espoletes.

## Història
Joaquim Trill registra l'any 1929 la indústria Talleres Trill S.A que es dedicaria a la fabricació de maquinària destinada a la indústria surera. El taller ja existia des de 1914 amb el nom de Trill hermanos i sembla que era propietat de Francesc Trill, que a la seva mort passà el negoci als seus fills Joaquim, Telm i Pere, els quals van expandir el negoci dedicant-se al disseny i fabricació de maquinària per al suro. Van registrar diverses patents de màquines a Espanya, França i Portugal i n'exportaven a diversos països. Telm Trill es traslladà a Lisboa a treballar a la fàbrica Mundet i Cia. limitada.
Durant la Guerra Civil van ser confiscats els quatre tallers mecànics de Palafrugell, tallers Corredor, Dellonder, Gallart i Trill i agrupats pel Comitè Metal·lúrgic de Palafrugell per a la fabricació d'espoletes. A diferència dels altres tallers que anaven junts, els Tallers Trill es van entendre directament amb la Comissió d'Indústries de Guerra de Catalunya.

## Història arxivística
La documentació degué ser conservada en el mateix taller. L'activitat industrial va finalitzar l'any 1964. L'any 1973 s'obria en les seves antigues instal·lacions una botiga de mobles. Part del fons va ser recuperat i conservat per l'Arxiu Municipal de Palafrugell.